# 超强酸
超强酸（Superacid）是指比纯硫酸酸性更强的酸。
简单的超强酸包括三氟甲磺酸和氟磺酸，它们的酸性都是硫酸的上千倍。在更多的情况下，超强酸不是单一化合物而是混合自几种化合物的混合物。值得注意的是，以前有说法认为王水酸性很强，是超强酸，这种说法基于的是王水能溶解金、铂等金属这个现象，但实际上，这仅仅体现的是王水的强氧化性，而且，就酸性而言，王水不及纯硫酸。
超强酸这一术语由美國化學家詹姆斯·布莱恩特·科南特（James Bryant Conant）于1927年提出，用于表示比通常的无机酸更强的酸。美籍匈牙利化學家乔治·安德鲁·欧拉（George Andrew Olah）因其在碳正离子和超强酸方面的研究获得1994年诺贝尔化学奖。

## 超强酸的例子

### 氟銻酸
氟锑酸（Fluoroantimonic acid），是氟化氢（HF）与五氟化锑（SbF5）的混合物，為现在已知最强的超强酸。其中，氟化氢提供质子（H+）和共轭碱氟离子（F−），氟离子通过强配位键与亲氟的五氟化锑生成具有八面体稳定结构的六氟化锑阴离子（SbF6−），而该离子是一种非常弱的亲核试剂和非常弱的碱。于是质子就成为了“自由质子”，从而导致整合体系具有极强的酸性。氟锑酸的酸性通常是纯硫酸的2×1019倍（哈米特酸度函數 = − 31.3）。
氫氟酸和五氟化锑按1 ：0.3（摩爾比）混合時，它的酸性是濃硫酸的1億倍；按1 ：1混合時，它的酸性是濃硫酸的10億倍；按0.2 ：1混合时，其酸性是100%纯硫酸的109倍。所以王水在它們面前只能是“小巫見大巫”。 
由於超強酸的酸性強的出奇，所以過去一些極難或根本無法實現的化學反應，在超強酸的條件下便能順利進行。比如正丁烷，在超強酸的作用下，可以發生碳氫鍵的斷裂，生成氫氣，也可以發生碳碳鍵的斷裂，生成甲烷，還可以發生異構化生成異丁烷，這些都是普通酸做不到的。

### 魔酸
魔酸（Magic acid）是最早发现的超强酸，称它有魔法是因为它能够分解蜡烛中的蜡。魔酸是一种路易斯酸五氟化锑（SbF5）和一种质子酸氟磺酸（FSO3H）的混合物。（哈米特酸度函數 = − 19.2）LEJF

### 碳硼烷酸
碳硼烷酸（Carborane superacid）：2004年，河濱加州大学的Christopher Reed研究小組合成出了这种最强的纯酸—碳硼烷酸（化学式：CHB11Cl11），碳硼烷的结构十分稳定且体积较大，一价负电荷被分散在碳硼烷阴离子的表面，因而与氫离子的作用很弱，从而具有令人吃惊的释放氫离子能力。酸性是氟硫酸的一千倍、純硫酸的一百萬倍，但由於碳硼烷的結構穩定，在釋出氫離子後難以再發生變化，因此腐蝕性極低，又被稱為最溫和的超強酸。（哈米特酸度函數 = − 18.0）